# Both Sides
Albums de Phil Collins
...But Seriously
(1989) Dance into the Light
(1996)
Singles
1. Both Sides of the Story
Sortie : 18 octobre 1993
2. Everyday
Sortie : 3 janvier 1994[4]
3. We Wait and We Wonder
Sortie : 25 avril 1994[5]

Both Sides est le cinquième album solo de l'artiste britannique Phil Collins, sorti le 8 novembre 1993. L'album est entièrement réalisé par l'artiste lui-même sans aucune aide extérieure (il y joue tous les instruments). Le disque a reçu des critiques généralement positives, Stephen Thomas Erlewine d'AllMusic déclarant que les chansons « artistiquement satisfaisantes » de l'album contiennent des « contes troublés et obsédants ».
L'album a connu un succès commercial moindre que les précédents albums. Il atteint toutefois la première place au Royaume-Uni, huitième en Australie et treizième aux États-Unis. Collins a également participé à la tournée très réussie Both Sides of the World dès sa sortie. Cet effort impliquait plus d'une centaine de représentations au cours d'une tournée qui a duré plus d'un an.
Une édition deluxe de deux disques nouvellement remasterisée de l'album est sortie le 29 janvier 2016, dans le cadre de la série Take a Look at Me Now des rééditions d'albums studio de Collins.
C'est l'album le plus personnel de l'artiste, depuis Face Value (1981). Dans une interview accordée au Guardian en 2016, Collins désigne Both Sides comme son « album préféré du point de vue de l'écriture de chansons et de la créativité ». Collins déclare également : "C'était vraiment un album solo. J'ai tout joué, les chansons sortaient en continu de moi, et en tant qu'écrivain, c'est le genre de chose dont on rêve.C'était mon deuxième divorce! Les relations personnelles à cette époque étaient enchevêtrées, c'est une meilleure façon de le dire, et tout est venu très spontanément."

## Développement

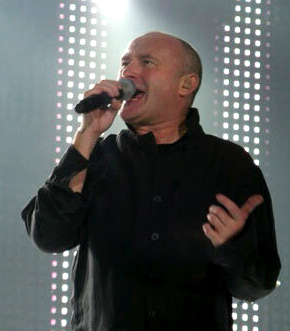
Phil Collins (en concert en 2005 à Düsseldorf) est l'unique auteur-compositeur-interprète-musicien-producteur de son album.

L'album se distingue par le fait que Collins l'a fait entièrement par lui-même, sans son équipe habituelle. Après avoir enregistré des démos à la maison, l'album a été terminé en seulement six semaines au studio The Farm avec l'aide du producteur / ingénieur Paul Gomersall. On pense à tort que Phil joue physiquement de tous les instruments de cet album, mais les guitares sont en réalité des sons générés par ordinateur et joués via un clavier (un Korg 01W/FD plus exactement). En conséquence, il est considéré comme son album le plus personnel. "Au final, j'avais 17 chansons et j'ai éliminé toutes celles qui ne correspondaient pas à cette ambiance. En ce qui concerne la performance, cela a plus de cœur et d'âme que tout ce que j'ai fait auparavant."
De plus, Collins a écrit des notes sur la pochette expliquant la signification de chaque chanson, une autre première. Collins exprime à la fois ses sentiments et ses problèmes personnels et aborde les questions politiques au fil de l'album. Il évoque la politique et "la menace quotidienne du terrorisme sous lequel la Grande-Bretagne semble vivre" sur We Wait and We Wonder, ainsi qu'un désenchantement grandissant à l'égard de la culture de la jeunesse sur We're Sons of Our Fathers. Le son global de Both Sides a marqué un retour au style sombre et mélancolique de ses premiers albums Face Value et Hello, I Must Be Going!, largement fondés sur les thèmes de la rupture et de la perte des relations. Reflétant les circonstances dans lesquelles ces albums ont été conçus, le mariage de Collins avec Jill Tavelman prenait fin également au moment où Both Sides a été écrit. A propos de l'influence de ses émotions sur ses chansons, il ajoute : "J'en suis arrivé à ce point. Les chansons très intimes, très privées, semblent couler facilement. J'ai soudain senti que j'avais beaucoup à dire."

## Accueil critique
Both Sides a d'abord rencontré des critiques mitigées, en particulier sur la radio Adult Contemporary, critiquée pour sa dépendance excessive à l'égard de chansons lentes, sombres et pessimistes. L'album a été précédé de la chanson titre comme premier single, atteignant la septième place au Royaume-Uni et n°25 aux États-Unis (une performance décevante au regard des principaux singles des deux précédents albums qui dominaient ce classement). L'album lui-même est sorti des semaines plus tard, atteignant la 13e place aux États-Unis, même s'il y est quand même devenu disque de platine. Both Sides a été un succès dans d'autres pays européens tels que le Royaume-Uni (où il s'agissait du 8e album le plus vendu en 1993, bien qu'il ne soit disponible que pendant les huit dernières semaines de l'année), l'Allemagne et la Suisse, atteignant la première place dans toute l'Europe, mais avec un succès limité, faute de singles à succès. La ballade Everyday, sortie au début de 1994, était un autre succès du Top 20 au Royaume-Uni, culminant à la 15e place, et est devenu le single le plus gros succès de l'album aux États-Unis, atteignant la 24e place sur le Billboard Hot 100 et deuxième sur le classement Adult Contemporary. Le troisième et dernier single, We Wait and We Wonder  – chanson engagée – a atteint la 45e place au Royaume-Uni.
Cependant, au fil du temps, la réputation de l'album s'est progressivement améliorée et les critiques pour la réédition de 2016 ont été considérablement plus positives. Stephen Thomas Erlewine d'AllMusic lui a attribué 4 étoiles sur 5 et a félicité Collins de sortir des sentiers battus et d'adopter un style art rock introspectif pour cet album, qu'il considérait comme "tranquillement convaincant". Dans la critique du magazine Goldmine, Patrick Prince a attribué à l'album 3,5 étoiles, louant le style mélancolique de l'album comme un retour bienvenu à du matériel similaire à Face Value, bien qu'il ait critiqué les ballades Everyday et There a Place for Us, affirmant qu'elles sont "aussi mauvais que n'importe quelle bande originale de film minable digne à être oubliée".

## Titres inédits
Plusieurs pièces instrumentales ont été enregistrées puis publiées en tant que pistes supplémentaires sur les deux singles pour "Everyday" et "We Wait and We Wonder". Ces pièces instrumentales incluent "Rad Dudeski" et "Don't Call Me Ashley". De plus, il y avait d'autres faces B différentes sorties des sessions Both Sides ("Take Me with You", "For a Friend") et quelques reprises qui l'ont fait sur d'autres albums.
Il y a eu une discussion sur une chanson intitulée "Deep Water Town". Elle provient des sessions de l'album et n'a pas été retenue, elle n'a jamais été diffusé auprès des collectionneurs. Une toute première "démo" de celle-ci est sortie sur le fanclub officiel en 2011. En fait, il s'agit plutôt d'une improvisation à partir de laquelle seule une partie du refrain parviendra au morceau terminé. Cette pièce terminée comprend une boîte à rythmes atmosphérique, des claviers et le chant de Collins racontant une histoire sur une catastrophe en mer et des familles laissées pour compte.
En novembre 2004, Collins lui-même a commenté la chanson sur le forum de son ancien site officiel: "Deep Water Town", encore une fois je me gratte la tête et je me demande comment quelqu'un l'a obtenue ... Je ne pense pas qu'elle ait jamais été publiée , ou je deviens lentement sénile. C'était une jolie chanson sur un désastre en mer, et les familles qui ont été laissées derrière. De toute évidence, l'un de mes moments les plus joyeux avant le divorce."

## Fiche technique

### Liste des chansons et réédition
Toutes les chansons sont écrites et composées par Phil Collins.
| Both Sides | Both Sides                | Both Sides | Both Sides | Both Sides | Both Sides | Both Sides | Both Sides | Both Sides | Both Sides |
| No         | Titre                     | Durée      |            |            |            |            |            |            |            |
| ---------- | ------------------------- | ---------- | ---------- | ---------- | ---------- | ---------- | ---------- | ---------- | ---------- |
| 1.         | Both Sides of the Story   | 6:42       |            |            |            |            |            |            |            |
| 2.         | Can't Turn Back the Years | 4:40       |            |            |            |            |            |            |            |
| 3.         | Everyday                  | 5:43       |            |            |            |            |            |            |            |
| 4.         | I've Forgotten Everything | 5:15       |            |            |            |            |            |            |            |
| 5.         | We're Sons of Our Fathers | 6:24       |            |            |            |            |            |            |            |
| 6.         | Can't Find My Way         | 5:09       |            |            |            |            |            |            |            |
| 7.         | Survivors                 | 6:05       |            |            |            |            |            |            |            |
| 8.         | We Fly So Close           | 7:33       |            |            |            |            |            |            |            |
| 9.         | There's a Place for Us    | 6:52       |            |            |            |            |            |            |            |
| 10.        | We Wait and We Wonder     | 7:01       |            |            |            |            |            |            |            |
| 11.        | Please Come Out Tonight   | 5:46       |            |            |            |            |            |            |            |
| 67:10      |                           |            |            |            |            |            |            |            |            |

| 1.  | Take Me with You (B-side)             | 5:22 |
| 2.  | Both Sides of the Story (live 1994)   | 8:11 |
| 3.  | Can't Turn Back the Years (live 1994) | 6:54 |
| 4.  | Survivors (live 1994)                 | 6:42 |
| 5.  | Everyday (live 1994)                  | 6:03 |
| 6.  | We Wait and We Wonder (live 2005)     | 7:42 |
| 7.  | Can't Find My Way (démo)              | 4:48 |
| 8.  | I've Been Trying                      | 5:01 |
| 9.  | Both Sides of the Story (Unplugged)   | 5:20 |
| 10. | Hero (démo)                           | 4:47 |

### Production
- Phil Collins : chant, chœurs, batterie, percussions, synthétiseur Korg 01W/FD (crédité "tous les instruments"), production
- Paul Gomersall : ingénieur du son
- Mark Robinson : assistant ingénieur du son
- Enregistré à la maison sur ordinateur, avec ajouts enregistrés à The Farm (Surrey, England).
- Mastérisé par Bob Ludwig au Gateway Mastering (Portland, Maine, US).
- Photographie de la pochette par Trevor Key
- Hills Archer Ink : design de la pochette